# Kamunda Tshinabu
Martin Kamunda Tshinabu né le 8 mai 1946 à l'époque au Congo belge, aujourd'hui en République démocratique du Congo et mort le 2 mai 2002 un joueur de football international congolais (RDC), qui évoluait au poste de milieu de terrain.

## Biographie

### Carrière en sélection
Avec l'équipe du Zaïre, il joue 7 matchs (pour aucun but inscrit) entre 1970 et 1974[réf. souhaitée].
Il figure dans le groupe des sélectionnés lors de la Coupe du monde de 1974. Lors du mondial organisé en Allemagne, il joue un match contre le Brésil.
Il participe également aux Coupe d'Afrique des nations de 1972 et de 1974. Il remporte la compétition en 1974.

## Palmarès
Zaïre
- Coupe d'Afrique des nations (1) :
  - Vainqueur : 1974.